# Convento dei Cappuccini (Lucca)
s
Il convento dei Cappuccini, con annessa chiesa,  si trova a Lucca in località Monte San Quirico.
I cappuccini dopo la soppressione napoleonica che aveva confiscato e distrutto i precedenti conventi lucchesi di san Michele a Guamo e della Concezione, distrutto per far posto a porta Elisa, si stabilirono prima presso la località detta "la Fossaccia" e infine, nel 1889, presso l'attuale convento ricavato da una villa appartenuta a Cleobolina Cotenna .
Vi sono confluiti, da conventi soppressi della zona, numerosi dipinti che costituiscono una vera e propria collezione di pittura lucchese con opere di alta qualità, che vanno dal Cinquecento all'Ottocento. 
Nella chiesa annessa al convento è conservato un affresco (è un vecchio stacco a massello), qui trasferito nel XIX secolo dal distrutto convento di Santa Chiara di Lucca. Si tratta di una Madonna col Bambino, nella quale il recente restauro ha permesso di scorgere la mano di un artista lucchese assai prossimo a Spinello Aretino.
Nel distrutto convento della Concezione, nella cripta dedicata alla sua famiglia, riposava anche la leggendaria Lucida Mansi, morta di peste nel 1649